# Orthocentrus collaris
Orthocentrus collaris (лат.) — вид паразитических перепончатокрылых наездников подсемейства Orthocentrinae из семейства Ichneumonidae.

## Распространение
Центральная Америка: Мексика (Oaxaca).

## Описание
Мелкие перепончатокрылые наездники, длина тела около 5 мм. Длина переднего крыла 2,5 — 3,0 мм. Жгутик состоит из 26—29 флагелломеров. Основная окраска коричневая с жёлтым пронотумом и другими желтоватыми отметинами. Жвалы редуцированные, узкие, не перекрываются при закрытии. Наличник не отделяется от лица, образуя равномерно выпуклую поверхность. Скапус усиков длинный. Мезосома гладкая. Метасома вытянутая. Задние ноги массивные. Яйцеклад короткий. Личинки (предположительно, как и у других близких видов рода) — паразиты насекомых.

## Классификация и этимология
Вид был впервые выделен в 2019 году российским гименоптерологом Андреем Эдуардовичем Хумала (Институт леса Карельского научного центра РАН, Петрозаводск, Россия) по типовым материалам из Мексики. Близок к видам Orthocentrus asper, Orthocentrus aztecus, Orthocentrus winnertzii, Orthocentrus podagricus, Orthocentrus sannio. Видовое название дано по признаку контрастирующей жёлтой окраски пронотума, создающего эффект воротника.